# Houston Rockets 2013-2014
La stagione 2013-14 degli Houston Rockets fu la 47ª nella NBA per la franchigia.
Gli Houston Rockets arrivarono secondi nella Southwest Division della Western Conference con un record di 54-28. Nei play-off persero al primo turno con i Portland Trail Blazers (4-2).

## Roster
| N° | Naz.                       | Ruolo | Sportivo           | Anno | Alt. | Peso \|\| |
| -- | -------------------------- | ----- | ------------------ | ---- | ---- | --------- |
| 0  | Stati Uniti (bandiera)     | G     | Aaron Brooks       | 1985 | 183  | 73        |
| 1  | Stati Uniti (bandiera)     | G     | Isaiah Canaan      | 1991 | 183  | 85        |
| 2  | Stati Uniti (bandiera)     | G     | Patrick Beverley   | 1988 | 185  | 82        |
| 3  | Turchia (bandiera)         | C     | Ömer Aşık          | 1986 | 211  | 116       |
| 4  | Stati Uniti (bandiera)     | C     | Greg Smith         | 1991 | 208  | 113       |
| 5  | Stati Uniti (bandiera)     | A     | Jordan Hamilton    | 1990 | 201  | 100       |
| 6  | Stati Uniti (bandiera)     | A     | Terrence Jones     | 1992 | 207  | 114       |
| 7  | Stati Uniti (bandiera)     | G     | Jeremy Lin         | 1988 | 191  | 91        |
| 10 | Stati Uniti (bandiera)     | A     | Ronnie Brewer      | 1985 | 201  | 100       |
| 12 | Stati Uniti (bandiera)     | C     | Dwight Howard      | 1985 | 211  | 109       |
| 13 | Stati Uniti (bandiera)     | G     | James Harden       | 1989 | 196  | 100       |
| 18 | Israele (bandiera)         | A     | Omri Casspi        | 1988 | 206  | 102       |
| 20 | Lituania (bandiera)        | A     | Donatas Motiejūnas | 1990 | 213  | 97        |
| 21 | Stati Uniti (bandiera)     | A     | Josh Powell        | 1983 | 206  | 102       |
| 25 | Stati Uniti (bandiera)     | A     | Chandler Parsons   | 1988 | 206  | 91        |
| 30 | Stati Uniti (bandiera)     | G     | Troy Daniels       | 1991 | 193  | 91        |
| 32 | Rep. Dominicana (bandiera) | A     | Francisco García   | 1981 | 201  | 88        |
| 33 | Stati Uniti (bandiera)     | A     | Robert Covington   | 1990 | 206  | 98        |

## Staff tecnico
- Allenatore: Kevin McHale
- Vice-allenatori: Kelvin Sampson, J.B. Bickerstaff, Chris Finch, Dean Cooper, Greg Buckner
- Vice-allenatori per lo sviluppo dei giocatori: Derrick Alston, Matt Brase
- Preparatori fisici: Darryl Eto, Joe Rogowski
- Preparatore atletico: Keith Jones
- Assistente preparatore atletico: Jason Biles